# Kai Sasaki
Kai Sasaki (japanisch 佐々木 快 Sasaki Kai; * 20. Oktober 1998 in Hirosaki, Präfektur Aomori) ist ein japanischer Fußballspieler.

## Karriere
Kai Sasaki erlernte das Fußballspielen in der Schulmannschaft der Aomori Yamada High School sowie in der Universitätsmannschaft der Niigata University of Health & Welfare. Seinen ersten Vertrag unterschrieb er im Februar 2021 bei Vanraure Hachinohe. Der Verein aus Hachinohe, einer Hafenstadt in der Präfektur Aomori im Nordosten von Honshū, spielte in der dritten japanischen Liga, der J3 League. Sein Profidebüt gab Kai Sasaki am 14. März 2021 (1. Spieltag) im Auswärtsspiel gegen den FC Gifu. Hier wurde er in der 70. Minute für Takumi Shimada eingewechselt. Nach 89 Ligaspielen, in denen er 15 Treffer erzielte, wechselte er im Januar 2025 zu dem ebenfalls in der dritten Liga spielenden FC Gifu.